# کاترین اوتاستاتیر
کاترین اوتاستاتیر (Katrin Ottarsdóttir) (زاده ۱۹۵۷ در توشهاون، جزایر فارو) شاعر و کارگردان فیلم اهل جزایر فارو است.
وی دانش‌آموخته مدرسه فیلم کپنهاگن در سال ۱۹۸۲ است. اولین فیلم بلند بومی تاریخ سینمای جزایر فارو راپسودی آتلانتیک (۱۹۸۹) ساخته اوست. عمده فیلم‌ها و شعرهای کاترین اوتاستاتیر با فرهنگ و تاریخ و اجتماع و همچنین جغرافیای جزایر فارو مرتبط است. کمدی درام خداحافظ پرنده آبی (۱۹۹۹) ساخته او برنده جایزه تایگر برای بهترین فیلم از جشنواره بین‌المللی فیلم روتردام شد.
یک خط در روز کافی است (۲۰۰۸) از دیگر فیلم‌های بلند مستند اوست.